# Diego Castejón Fonseca
Diego Castejón Fonseca (1580 - 19 de fevereiro de 1655) foi um prelado católico romano que serviu como bispo de Tarazona de 1643 a 1655 e bispo de Lugo de 1634 a 1636.

## Biografia
Diego Castejón Fonseca nasceu em Madrid, Espanha, em 1580. No dia 9 de janeiro de 1634, foi nomeado bispo de Lugo durante o papado de Urbano VIII. A 2 de julho de 1634, foi consagrado bispo por Melchor Soria Vera, bispo titular de Trôade, tendo Miguel Avellán, bispo titular de Siriensis, e Timoteo Pérez Vargas, bispo de Ispahan, servindo como co-consagradores.
A 28 de março de 1643, foi escolhido pelo Rei da Espanha e confirmado a 23 de maio de 1644 pelo Papa Urbano VIII como Bispo de Tarazona, onde serviu como bispo até à sua morte a 19 de fevereiro de 1655.